# Lijst van SS-leiding in de generaalsrang
Dit is een lijst van SS-leiders in de generaalsrang der Waffen-SS. Deze lijst is overgenomen van de dienstalterliste van 1 juli 1944 van de Waffen-SS. In deze (incomplete) lijst zijn ook opgenomen de ere-SS-leiders (SS-Ehren- und Rangführer zur besonderen Verwendung).

## SS-Oberst-GruppenführerenGeneraloberst der Waffen-SS

### Rangonderscheidingsteken van een SS-Oberst-Gruppenführer enGeneraloberst der Waffen-SS

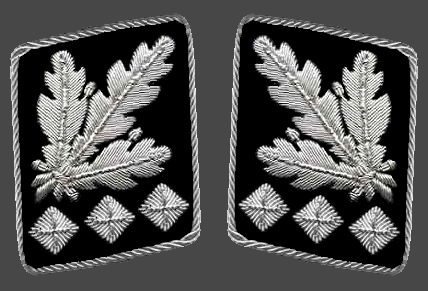
Kraagspiegels (1942–1945)
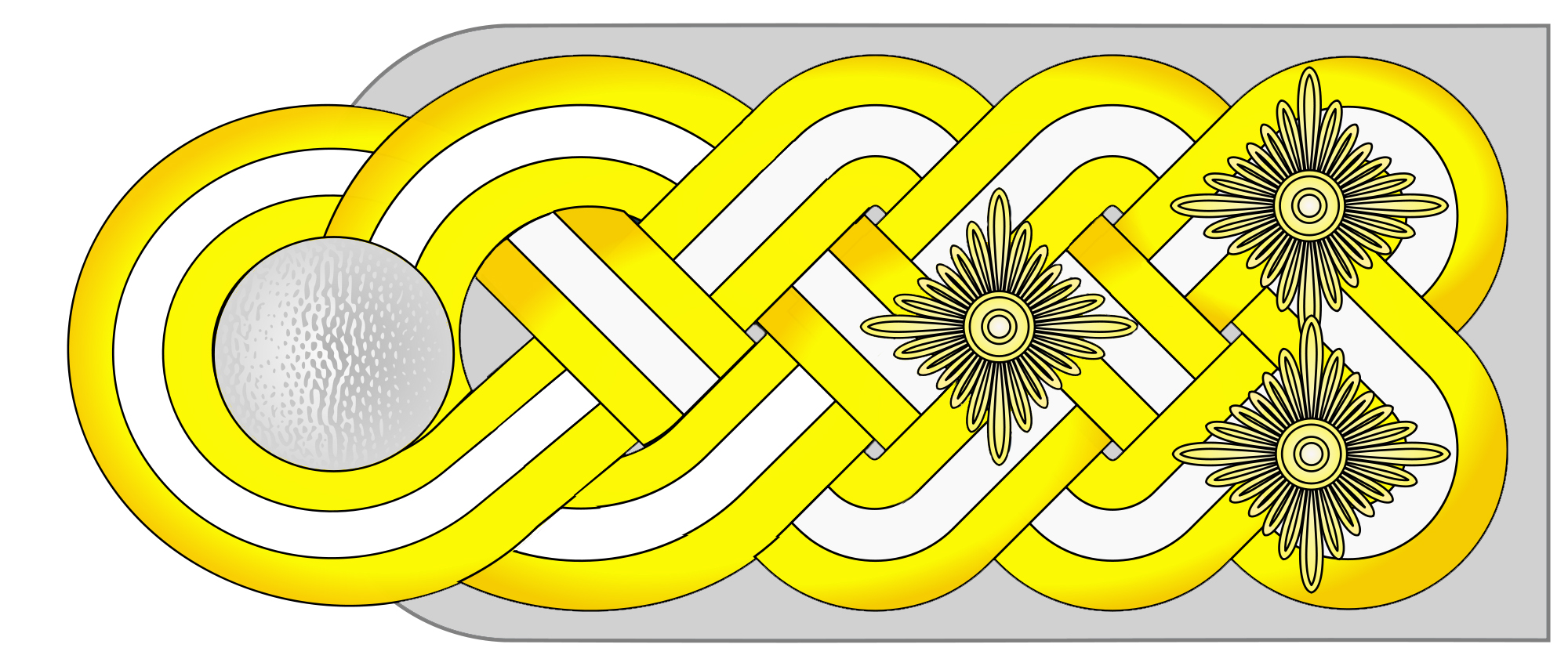
Epaulet (Waffen-SS)
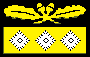
Camouflage parka (Waffen-SS)

### Lijst van SS-Oberst-Gruppenführers
| Naam                | Functie                                                                     | Opmerking                                                       |
| ------------------- | --------------------------------------------------------------------------- | --------------------------------------------------------------- |
| Josef Dietrich      | Opperbevelhebber van het 6. Panzerarmee, Generaloberst der Waffen-SS        | ook Sepp Dietrich                                               |
| Paul Hausser        | Opperbevelhebber van de Heeresgruppe Oberrhein, Generaloberst der Waffen-SS | ook Papa Hausser                                                |
| Kurt Daluege        | Chef der Ordnungspolizei, Generaloberst der Polizei                         | Op 23 oktober 1946 terechtgesteld                               |
| Franz Xaver Schwarz | Rijksminister van Financiën en Reichsschatzmeister der NSDAP                | Overleden op 2 december 1947 in een Amerikaans interneringskamp |

## SS-ObergruppenführerenGeneral der Waffen-SS

### Rangonderscheidingsteken van een SS-Obergruppenführer enGeneral der Waffen-SS

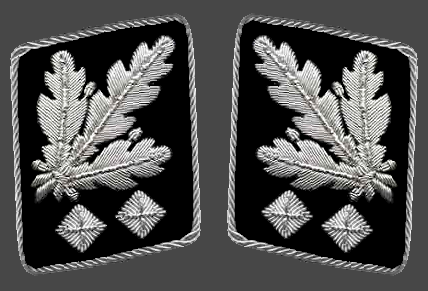
Kraagspiegels (1942–1945)
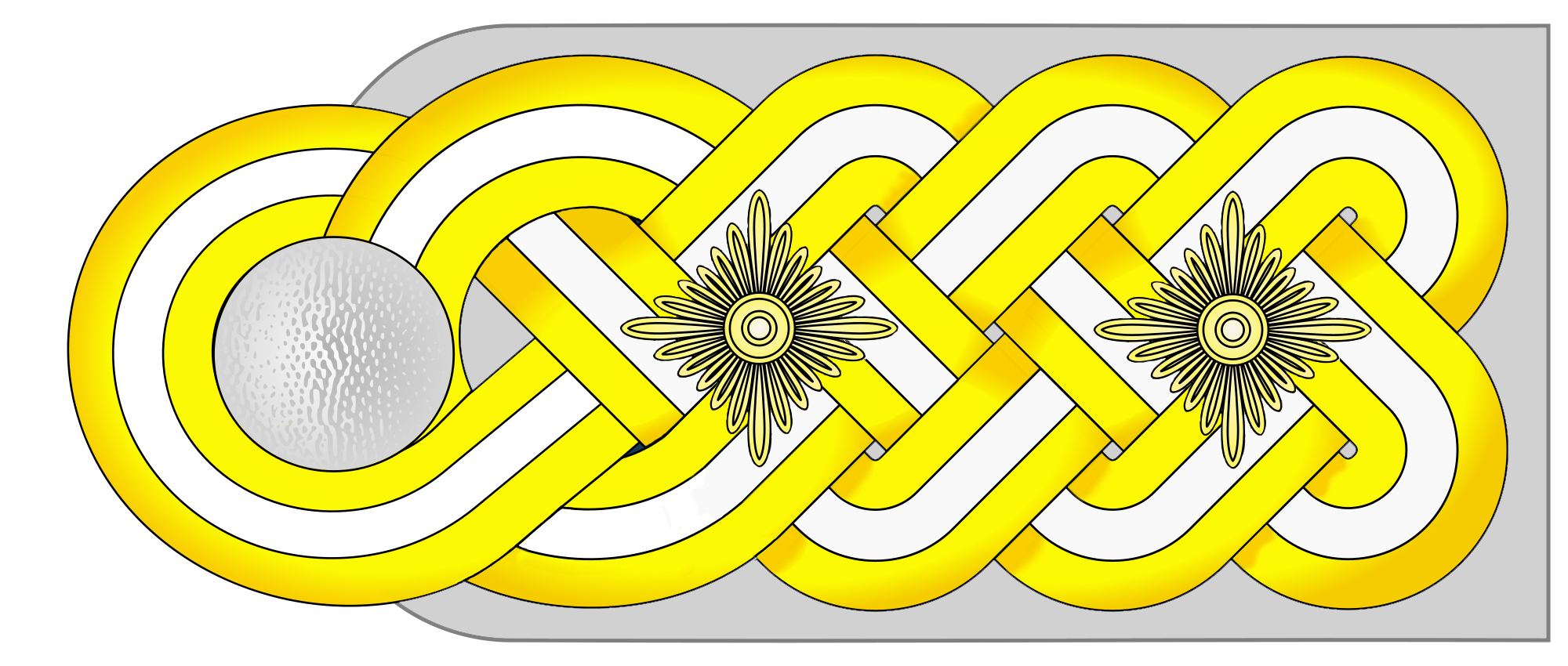
Epaulet (Waffen-SS)
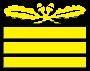
Camouflage parka (Waffen-SS)

### Lijst van SS-Obergruppenführers
| Naam                        | Functie                                                                                               | Opmerking |
| --------------------------- | --- | --- |
| Friedrich Alpers            | Stab RF SS, Generalforstmeister, minister van Justitie en Financiële Zaken in de Vrijstaat Brunswijk. | Pleegde op 3 september 1944 zelfmoord.                                                                                               |
| Max Amann                   | Ererang                                                                                               | Op 8 september 1948 tot tien jaar werkkamp veroordeeld.                                                                              |
| Erich von dem Bach-Zelewski | SS-Obergruppenführer en Generaal der Waffen-SS en van de politie, Chef van de Bandenkampfverbänden    | In 1962 veroordeeld tot levenslang, overleden in een gevangenisziekenhuis.                                                           |
| Herbert Backe               | Ererang, Rijksministerie van Voeding en Landbouw; SS-Rasse und Siedlungshauptamt                      | Pleegde op 6 april 1947 zelfmoord.                                                                                                   |
| Gottlob Berger              | Chef van het SS-Hauptamt                                                                              | Op 13 april 1949 tot vijfentwintig jaar werkkamp veroordeeld.                                                                        |
| Theodor Berkelmann          | Politie: HSSPF Wartheland                                                                             | Op 28 december 1943 overleden aan de gevolgen van een hersentumor.                                                                   |
| Werner Best                 | Plaatsvervanger van Reinhard Heydrich in het RSHA en Rijksgevolmachtigde in Denemarken                | In 1948 tot twaalf jaar gevangenisstraf veroordeeld.                                                                                 |
| Wilhelm Bittrich            | Waffen-SS: bevelvoerend-generaal II. SS-Panzerkorps                                                   | In 1948 tot vijf jaar eenzame opsluiting in Marseille in veroordeeld.                                                                |
| Ernst Wilhelm Bohle         | Ererang, Leider van de NSDAP Auslandsorganisation – NSDAP/AO                                          | Op 11 april 1949 tot vijf jaar gevangenisstraf veroordeeld, in december 1949 gratie verleend.                                        |
| Martin Bormann              | Ererang, Hoofd van de Partijkanselarij                                                                | Begin mei 1945 omgekomen in de straten van Berlijn tijdens vlucht uit de Fuhrer bunker.                                              |
| Philipp Bouhler             | Ererang, Chef van de Kanselarij                                                                       | Pleegde op 19 mei 1945 zelfmoord. |
| Franz Breithaupt            | Chef van het Hauptamt SS-Gericht                                                                      | Op 29 april 1945 vermoord. |
| Walter Buch                 | Ererang, Oberster Parteirichter der NSDAP                                                             | Pleegde op 12 september 1949 zelfmoord.                                                                                              |
| Josef Bürckel               | Stab RF SS                                                                                            | Overleden op 28 september 1944. |
| Leonardo Conti              | Stab RF SS, Duits-Zwitserse arts, Reichsgesundheitsführer                                             | Pleegde op 6 oktober 1945 zelfmoord.                                                                                                 |
| Richard Walther Darré       | Ererang, Chef van het SS-Rasse und Siedlungshauptamt, Rijksminister en Reichsbauernführer             | Op 14 april 1949 tot zeven jaar gevangenisstraf veroordeeld.                                                                         |
| Karl Demelhuber             | Waffen-SS: commandant van de Führungsstab Ostküste                                                    | |
| Otto Dietrich               | Ererang, Rijksperschef van de NSDAP                                                                   | Op 11 april 1949 tot zeven jaar gevangenisstraf veroordeeld.                                                                         |
| Karl von Eberstein          | Politie: HSSPF Süd                                                                                    | |
| Joachim Eggeling            | Ererang, Gouwleider van Halle-Merseburg                                                               | Pleegde op 15 april 1945 zelfmoord.                                                                                                  |
| Theodor Eicke               | Waffen-SS: commandant van de SS-Division Totenkopf                                                    | Overleden als gevolg van een vliegtuigcrash op 26 februari 1943.                                                                     |
| August Eigruber             | Ererang, Gouwleider van Oberdonau                                                                     | Op 28 mei 1947 terechtgesteld in de gevangenis van Landsberg.                                                                        |
| Karl Fiehler                | Ererang, Oberbürgermeister van München                                                                | |
| Albert Forster              | Ererang, Gouwleider van Danzig                                                                        | Op 28 februari 1952 terechtgesteld in Warschau.                                                                                      |
| August Frank                | Staf OKH, General der Polizei                                                                         | Op 3 november 1947 tot levenslange gevangenisstraf veroordeeld. De veroordeling werd later in vijftien jaar gevangenisstraf omgezet. |
| Karl Hermann Frank          | Politie: HSSPF Protectoraat Bohemen en Moravië                                                        | Op 22 mei 1946 terechtgesteld in Praag.                                                                                              |
| Herbert Gille               | Waffen-SS: bevelvoerend-generaal van het 5. SS-Panzer-Division Wiking                                 | |
| Curt von Gottberg           | Waffen-SS: bevelvoerend-generaal van het XII. SS-Armeekorps                                           | Pleegde op 31 mei 1945 zelfmoord. |
| Ernst-Robert Grawitz        | Reichsarzt SS- und Polizei                                                                            | Pleegde op 24 april 1945 zelfmoord.                                                                                                  |
| Ulrich Greifelt             | Chef van het Reichskommissariat für die Festigung des deutschen Volkstums                             | Op 6 februari 1949 overleden in de gevangenis van Landsberg.                                                                         |
| Arthur Greiser              | Ererang, Rijksstadhouder en Gouwleider van Wartheland                                                 | Op 21 juli 1946 terechtgesteld in Posen.                                                                                             |
| Karl Gutenberger            | Politie: HSSPF West                                                                                   | |
| Karl Hanke                  | Ererang: Stab RF SS, Oberpräsident en Gouwleider van Neder-Silezië en de laatste Reichsführer-SS      | Op 8 juni 1945 vermoord in Nová Ves nad Popelkou.                                                                                    |
| August Heißmeyer            | Politie: HSSPF Spree, Chef van het Hauptamt Dienststelle Heißmeyer                                    | Tot drie jaar hechtenis veroordeeld.                                                                                                 |
| Wolf-Heinrich von Helldorf  | Ererang, Politiepresident van Potsdam, later van Berlijn, contacten met de verzetsbeweging            | Op 15 augustus 1944 terechtgesteld in de gevangenis Plötzensee.                                                                      |
| Konrad Henlein              | Ererang, Gouwleider van Sudetenland                                                                   | Pleegde op 10 mei 1945 zelfmoord. |
| Maximilian von Herff        | Chef van het SS-Personalhauptamt                                                                      | Op 6 september 1945 overleden in Brits gevangenschap.                                                                                |
| Rudolf Hess                 | Ererang, Plaatsvervanger van de Führer                                                                | In 1946 tot levenslange gevangenisstraf veroordeeld.                                                                                 |
| Reinhard Heydrich           | Chef van het RSHA                                                                                     | Op 4 juni 1942 in Praag vermoord (Operatie Anthropoid).                                                                              |
| Friedrich Hildebrandt       | Ererang, Stab RF SS, Gouwleider                                                                       | Op 5 november 1948 terechtgesteld in de gevangenis van Landsberg.                                                                    |
| Richard Hildebrandt         | Chef van het SS-Rasse und Siedlungshauptamt                                                           | Op 10 maart 1952 terechtgesteld in Warschau, Polen.                                                                                  |
| Hermann Höfle               | Politie: HSSPF Slowakije                                                                              | Op 9 december 1947 terechtgesteld in Bratislava, Tsjecho-Slowakije (hedendaags Slowakije).                                           |
| Otto Hofmann                | Politie: HSSPF Südwest; Chef van het SS-Rasse und Siedlungshauptamt                                   | In 1948 tot vijfentwintig jaar tot gevangenisstraf veroordeeld.                                                                      |
| Friedrich Jeckeln           | Politie: HSSPF Noord-Rusland                                                                          | Op 3 februari 1946 terechtgesteld in Riga, Letland (bezet door USSR).                                                                |
| Hugo Jury                   | Stab RF SS                                                                                            | Pleegde op 8 mei 1945 zelfmoord. |
| Hans Jüttner                | Waffen-SS: Chef van het SS-Führungshauptamt                                                           | In december 1949 tot vier jaar werkkamp veroordeeld.                                                                                 |
| Ernst Kaltenbrunner         | Chef van het Reichssicherheitshauptamt                                                                | Op 16 oktober 1946 terechtgesteld in Neurenberg, Amerikaanse bezettingszone in Duitsland.                                            |
| Hans Kammler                | Chef van de Amtsgruppe C (Bauwesen) en het SS-Wirtschafts und Verwaltungshauptamt                     | Pleegde op 9 mei 1945 zelfmoord. |
| Jürgen von Kamptz           | Politie: Befehlshaber d. O.P. Italien                                                                 | |
| Karl Kaufmann               | Ererang, Stab RF SS, Gouwleider van Hamburg                                                           | |
| Georg Keppler               | Waffen-SS: i.V. bevelvoerend-generaal van het III. SS-Panzerkorps                                     | |
| Wilhelm Keppler             | Ererang, Unternehmer                                                                                  | Tot een gevangenisstraf van tien jaar veroordeeld.                                                                                   |
| Dietrich Klagges            | Ererang, Stab RF SS, Minister-president van de Vrijstaat Brunswijk                                    | Op 4 april 1950 tot levenslange gevangenisstraf veroordeeld, in 1952 omgezet in vijftien jaar gevangenisstraf.                       |
| Matthias Kleinheisterkamp   | Waffen-SS: bevelvoerend-generaal van het XI. SS-Armeekorps                                            | Pleegde op 2 mei 1945 zelfmoord. |
| Kurt Knoblauch              | SS-Führungshauptamt, Chef van de Amtsgruppe B                                                         | In december 1949 tot 2 jaar werkkamp veroordeeld.                                                                                    |
| Wilhelm Koppe               | Politie: HSSPF Ost                                                                                    | |
| Paul Körner                 | Ererang, Stab RF SS, Staatssecretaris van Pruisen                                                     | In april 1949 tot vijftien jaar gevangenis veroordeeld.                                                                              |
| Friedrich-Wilhelm Krüger    | Waffen-SS: bevelvoerend-generaal van het V. SS-Gebirgskorps; Politie: HSSPF Ost                       | Pleegde op 10 mei 1945 zelfmoord. |
| Walter Krüger               | Waffen-SS: bevelvoerend-generaal van het VI. SS-Freiwilligen-Armeekorps                               | Pleegde op 22 mei 1945 zelfmoord. |
| Hans Heinrich Lammers       | Ererang, Chef van de Rijkskanselarij                                                                  | Tot twintig jaar gevangenisstraf veroordeeld.                                                                                        |
| Hartmann Lauterbacher       | Ererang, Stab RF SS, Plaatsvervangend Reichsjugendführer, Gouwleider van Süd-Hannover-Braunschweig    | |
| Werner Lorenz               | Erenrang, Chef van het Hauptamt Volksdeutsche Mittelstelle                                            | Op 10 maart 1948 tot twintig jaar gevangenisstraf veroordeeld.                                                                       |
| Benno Martin                | Politie: HSSPF Main                                                                                   | |
| Heinrich von Maur           | Erenrang, Stab Oa. Südwest                                                                            | |
| Emil Mazuw                  | Politie: HSSPF Ostsee                                                                                 | Op 7 april 1951 tot acht jaar en zes maanden gevangenisstraf veroordeeld.                                                            |
| Wilhelm Murr                | Ererang, Stab RF SS, President van de Württembergischen Kriegerbundes                                 | |
| Konstantin von Neurath      | Ererang, Minister van Buitenlandse Zaken, Rijksprotector van Bohemen en Moravië                       | Op 1 oktober 1946 tot vijftien jaar gevangenisstraf veroordeeld.                                                                     |
| Karl Oberg                  | Politie: HSSPF Frankrijk                                                                              | In 1954 tot de dood veroordeeld, in 1958 omgezet in levenslange gevangenisstraf.                                                     |
| Günther Pancke              | Politie: HSSPF Denemarken                                                                             | Op 20 september 1948 tot twintig jaar gevangenisstraf veroordeeld.                                                                   |
| Karl Pfeffer-Wildenbruch    | Waffen-SS: SS-Führungshauptamt, bevelvoerend-generaal in Hongarije                                    | In oktober 1955 tot vijfentwintig jaar dwangarbeid in Sovjet-Unie veroordeeld                                                        |
| Artur Phleps                | Politie: HSSPF Siebenbürgen, Roemeens-Duitse officier                                                 | Op 21 september 1944 omgekomen tijdens gevechten.                                                                                    |
| Oswald Pohl                 | Chef van het SS-Wirtschafts und Verwaltungshauptamt                                                   | Op 8 juni 1951 terechtgesteld in de gevangenis van Landsberg.                                                                        |
| Hans-Adolf Prützmann        | Waffen-SS: gevolmachtigd generaal in Kroatië en Generalinspekteur für Spezialabwehr                   | Pleegde op 21 mei 1945 zelfmoord. |
| Rudolf Querner              | Politie: HSSPF Mitte                                                                                  | Pleegde op 27 mei 1945 zelfmoord. |
| Friedrich Rainer            | Stab RF SS, Gouwleider van Karinthië en Salzburg                                                      | In november 1950 terechtgesteld. |
| Hanns Rauter                | Politie: HSSPF Nederland                                                                              | Op 25 maart 1949 terechtgesteld. |
| Wilhelm Rediess             | Politie: HSSPF Noorwegen                                                                              | Pleegde op 8 mei 1945 samen met Josef Terboven zelfmoord.                                                                            |
| Wilhelm Reinhard            | Waffen-SS: Generaal, Stab RF SS                                                                       | |
| Joachim von Ribbentrop      | Ererang, Minister van Buitenlandse Zaken                                                              | Op 16 oktober 1946 terechtgesteld in Neurenberg, Amerikaanse bezettingszone in Duitsland.                                            |
| Erwin Rösener               | Politie: HSSPF Alpenland                                                                              | Op 4 september 1946 terechtgesteld in Ljubljana, Joegoslavië.                                                                        |
| Ernst Sachs                 | Stab RF SS                                                                                            | |
| Fritz Sauckel               | Ererang, Algemeen Gevolmachtigde van de Arbeitseinsatz                                                | Op 16 oktober 1946 terechtgesteld in Neurenberg, Amerikaanse bezettingszone in Duitsland.                                            |
| Paul Scharfe                | Chef van het Hauptamt SS-Gericht                                                                      | In juli 1942 gestorven aan de gevolgen van een herseninfarct.                                                                        |
| Julius Schaub               | Ererang, Chefadjudant van Adolf Hitler                                                                | |
| Gustav Adolf Scheel         | Stab RF SS                                                                                            | |
| Fritz Schlessmann           | Stab RF SS                                                                                            | Tot vijf jaar gevangenisstraf veroordeeld.                                                                                           |
| Ernst-Heinrich Schmauser    | Politie: HSSPF Neder-Silezië                                                                          | |
| Walter Schmitt              | Persönlicher Stab Reichsführer-SS                                                                     | Op 18 september 1945 terechtgesteld in Praag-Ďáblice, Tsjecho-Slowakije.                                                             |
| Oskar Schwerk               | Stab RF SS, Landesführer van de NS-Reichskriegerbund                                                  | |
| Arthur Seyss-Inquart        | Ererang, Rijksstadhouder in Oostenrijk en Rijkscommissaris in de bezette Nederlandse gebieden         | Op 16 oktober 1946 terechtgesteld in Neurenberg, Amerikaanse bezettingszone in Duitsland.                                            |
| Felix Steiner               | Waffen-SS: bevelvoerend-generaal van het III. SS-Panzerkorps                                          | Berecht tijdens de Processen van Neurenberg, maar werd vrijgesproken.                                                                |
| Wilhelm Stuckart            | Ererang, Staatssecretaris van Binnenlandse Zaken                                                      | In 1949 tot drie jaar gevangenisstraf veroordeeld.                                                                                   |
| Siegfried Taubert           | Persönlicher Stab Reichsführer-SS                                                                     | |
| Fritz Wächtler              | Ererang, Gouwleider van het Beierse Ostmark                                                           | Op 19 april 1945 standrechtelijk geëxecuteerd.                                                                                       |
| Karl Wahl                   | Ererang, Gouwleider van het Schwaben                                                                  | |
| Jozias van Waldeck-Pyrmont  | Politie: HSSPF Fulda-Werra                                                                            | In 1947 tot levenslange gevangenisstraf veroordeeld, in 1948 omgezet tot twintig jaar gevangenschap.                                 |
| Paul Wegener                | Ererang, Gouwleider van het Weser-Ems                                                                 | In 1949 tot zes jaar en zes maanden gevangenisstraf veroordeeld.                                                                     |
| Fritz Weitzel               | Politie: HSSPF West en later Nord                                                                     | Overleden op 19 juni 1940 na een luchtaanval.                                                                                        |
| Otto Winkelmann             | Politie: HSSPF Ungarn                                                                                 | |
| Karl Wolff                  | Chef van de persoonlijke staf van Heinrich Himmler; Politie: HöSSPF Italië                            | Op 30 september 1964 werd hij tot vijftien jaren gevangenisstraf veroordeeld.                                                        |
| Udo von Woyrsch             | Politie: HSSPF Elbe                                                                                   | In oktober 1948 tot tien jaar gevangenisstraf veroordeeld.                                                                           |
| Alfred Wünnenberg           | Waffen-SS: General der Waffen-SS und Polizei                                                          | |

## SS-GruppenführerenGeneralleutnant der Waffen-SS

### Rangonderscheidingsteken van een SS-Gruppenführer enGeneralleutnant der Waffen-SS

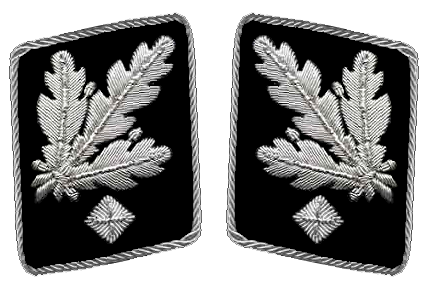
Kraagspiegels (1942–1945)
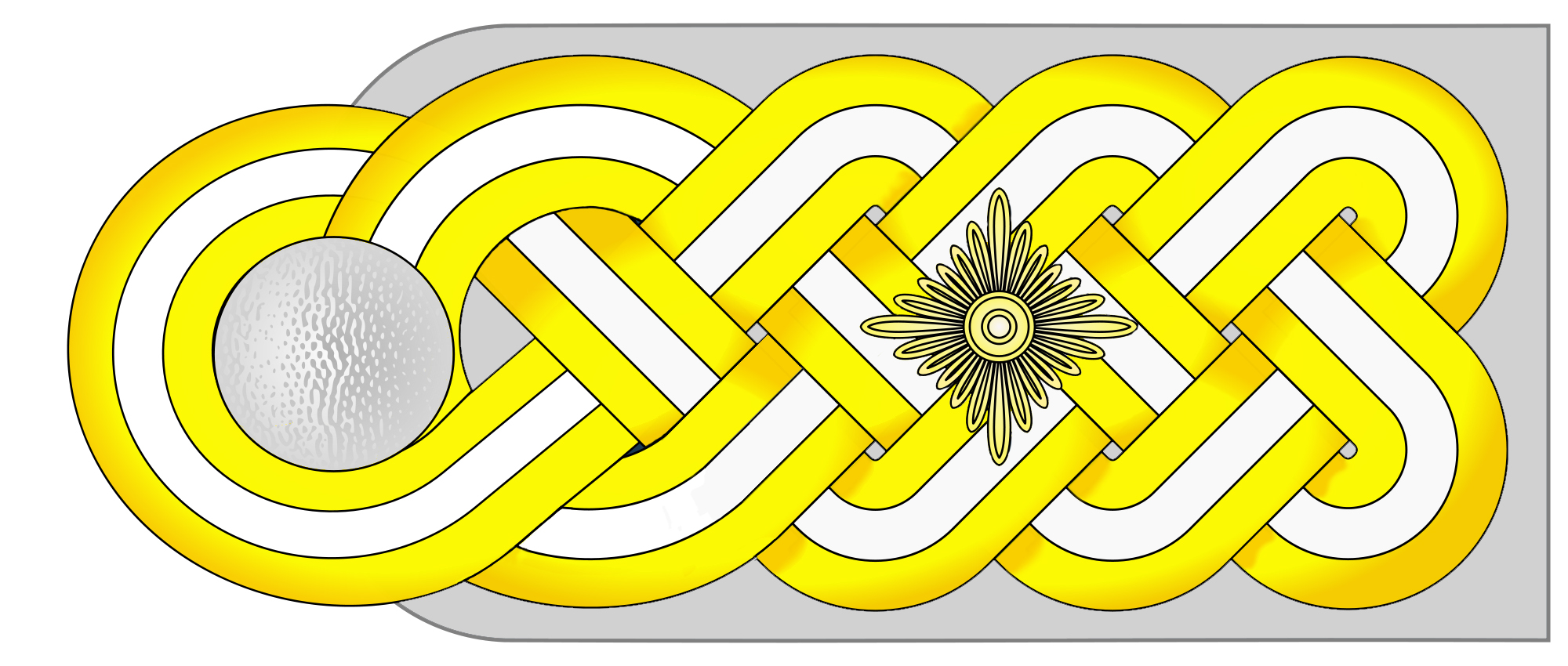
Epaulet (Waffen-SS)
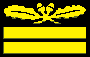
Camouflage parka (Waffen-SS)

### Lijst van SS-Gruppenführers
| Naam                                 | Functie | Opmerking |
| ------------------------------------ | --- | --- |
| Leo Petri                            | SS-Führungshauptamt: Chef van het Amt III                                                                            | |
| Karl Brenner                         | Generalleutnant der Polizei                                                                                          | |
| Karl Genzken                         | SS-Führungshauptamt, Chef van de Amtsgruppe D                                                                        | Veroordeeld tot levenslange gevangenisstraf, op 31 januari 1951 tot 20 jaar gevangenisstraf omgezet.                                                       |
| Karl Gebhardt                        | Lijfarts van Heinrich Himmler, lijfarts van de Führer en Generalkommissar                                            | Op 2 juni 1948 terechtgesteld in Landsberg am Lech, gevangenis van Landsberg.                                                                              |
| Georg Lörner                         | SS-Wirtschafts- und Verwaltungshauptamt, Chef van de Amtsgruppe B                                                    | Op 3 november 1947 tot de doodstraf veroordeeld. In augustus 1948 tot levenslange gevangenisstraf verminderd. In 1951 tot 15 jaar gevangenisstraf omgezet. |
| Richard Glücks                       | SS-Wirtschafts- und Verwaltungshauptamt, Chef van de Amtsgruppe D                                                    | Pleegde op 10 mei 1945 zelfmoord. |
| Karl von Fischer-Treuenfeld          | SS-Führungshauptamt: Inspektion In6                                                                                  | Pleegde op 7 juni 1946 zelfmoord |
| Max von Behr                         | SS-Stadtkommandant Berlijn                                                                                           | |
| Hans Kammler                         | SS-Wirtschafts- und Verwaltungshauptamt, Chef van de Amtsgruppe C                                                    | Dood verklaard op 9 mei 1945 |
| Lothar Debes                         | Bevelhebber van de Waffen-SS in Italië                                                                               | |
| Walter Schimana                      | Leider van de SS-Oberabschnitte Donau en HSSPF Griekenland                                                           | Pleegde op 12 september 1948 zelfmoord in Salzburg, Oostenrijk                                                                                             |
| Max Simon                            | Bevelvoerend-generaal van het XIII. SS-Armeekorps                                                                    | |
| Fritz von Scholz                     | Commandant van het 11. SS-Freiwilligen-Panzergrenadier-Division Nordland                                             | Op 28 juli 1944 in het Rijkscommissariaat Ostland gesneuveld.                                                                                              |
| Karl Brandt                          | SS-Führungshauptamt, hoofd van het T-4-euthanasieprogramma en Rijkscommissaris voor de gezondheid en gezondheidszorg | Op 2 juni 1948 terechtgesteld in Landsberg am Lech, gevangenis van Landsberg                                                                               |
| Hermann Priess                       | Bevelvoerend-generaal van het I. SS-Panzerkorps „Leibstandarte“                                                      | Op 13 juli tot 20 jaar gevangenisstraf veroordeeld |
| Hermann Fegelein                     | SS-Führungshauptamt, Chef van het Amt VI                                                                             | Op 29 april 1945 geëxecuteerd vanwege desertie |
| Karl Sauberzweig                     | SS-Führungshauptamt                                                                                                  | Pleeg op 20 oktober 1946 zelfmoord in Neuengamme, Britse bezettingszone in Duitsland                                                                       |
| Bruno Streckenbach                   | Commandant van het 19. Waffen-Grenadier-Division der SS (lettische Nr. 2) en Hoofd van het Amt I                     | In 1952 tot 25 gevangenisstraf veroordeeld |
| Fritz Katzmann                       | HSSPF Weichsel | |
| Georg-Henning von Bassewitz-Behr     | HSSPF Nordsee | Veroordeeld tot 25 jaar werkkamp, overleden in Oost-Siberië                                                                                                |
| Jürgen Stroop                        | HSSPF Rhein-Westmark                                                                                                 | Op 6 maart 1952 terechtgesteld in Mokotów, Warschau, Polen                                                                                                 |
| Heinz Reinefarth                     | HSSPF Warthe | |
| Ludolf-Hermann von Alvensleben       | HSSPF Elbe | Waarschijnlijk overleden op 1 april 1970 in Santa Rosa de Calamuchita, Córdoba, Argentinië                                                                 |
| Carl Friedrich von Pückler-Burghauss | Bevelhebber van de Waffen-SS in het Protectoraat Bohemen en Moravië                                                  | Pleegde op 13 mei 1945 zelfmoord in Čimelice, Derde Tsjecho-Slowaakse Republiek                                                                            |
| Leo von Jena                         | Stab RFSS (in een uniform van een SS-Gruppenführer en Generalleutnant der Waffen-SS)                                 | |
| Carl Blumenreuter                    | Rijksarts van de SS en Polizei, SS-Chefapotheker                                                                     | |
| Otto Schwab                          | Commandant van een artillerieschool                                                                                  | |
| Walter Staudinger                    | Höherer Artilleriekommandeur 6. SS-Panzerarmee                                                                       | |
| Josef Fitzthum                       | HSSPF Albanië | Op 10 januari 1945 tijdens een auto ongeval omgekomen. |
| Werner Ostendorff                    | Chef des Stabes Oberkommando Heeresgruppe Oberrhein                                                                  | Overleden op 1 mei 1945 ten gevolge van verwondingen. |
| Heinz Lammerding                     | Chef des Stabes Oberkommando Heeresgruppe Weichsel                                                                   | |
| Otto Ohlendorf                       | Bevelhebber van Einsatzgruppe D                                                                                      | Op 8 juni 1951 terechtgesteld in Landsberg am Lech, gevangenis van Landsberg                                                                               |

## SS-BrigadeführerenGeneralmajorder Waffen-SS

### Rangonderscheidingsteken van een SS-Brigadeführer enGeneralmajor der Waffen-SS

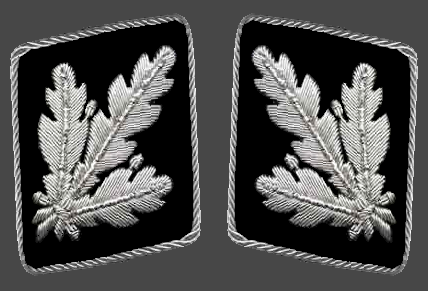
Kraagspiegels (1942–1945)
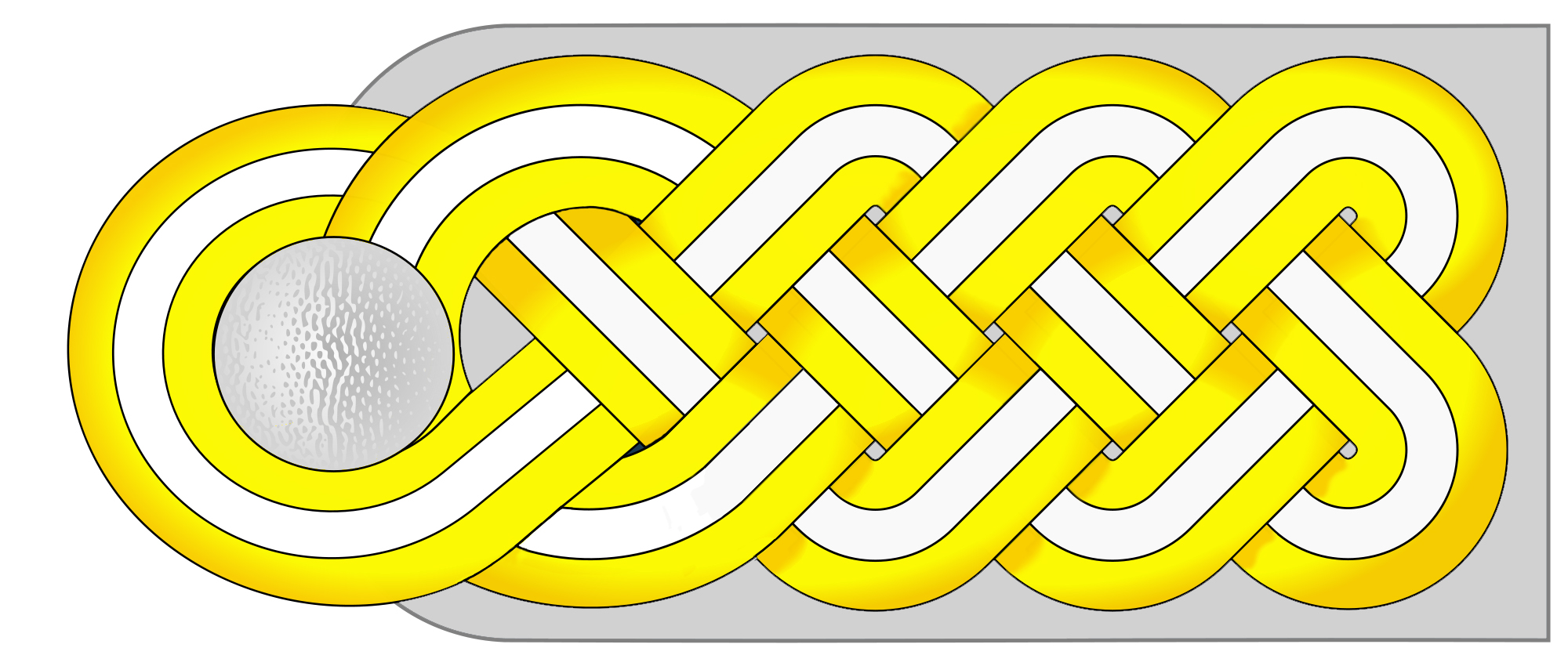
Epaulet (Waffen-SS)
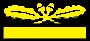
Camouflage parka (Waffen-SS)

### Lijst van SS-Brigadeführers
| Naam                     | Functie | Opmerking                                                                         |
| ------------------------ | --- | --------------------------------------------------------------------------------- |
| Wilhelm Mohnke           | Commandant van de verdediging van de Rijkskanselarij in Berlijn                                                             |                                                                                   |
| Kurt Brasack             | Commandant van het SS Arko 107 ingezet in het VII SS Pantserkorps                                                           |                                                                                   |
| Karl Burk                | Commandant van het 15. Waffen-Grenadier-Division der SS (lettische Nr. 1)                                                   |                                                                                   |
| Peter Hansen             | Grondlegger van de artillerie in de Waffen-SS. En Artillerie-Kommandeur                                                     |                                                                                   |
| Hermann Haertel          | SS-Rasse und Siedlungshauptamt                                                                                              |                                                                                   |
| Gottfried Klingemann     | Reichssicherheitshauptamt, op 31 mei 1944 ontslagen uit de Waffen-SS                                                        |                                                                                   |
| Friedrich Dermietzel     | Legerarts van het 6. SS-Panzerarmee                                                                                         |                                                                                   |
| Bernhard Voss            | SS-Führungshauptamt | Op 4 februari 1947 terechtgesteld in Praag                                        |
| Hans Schwedler           | SS-Führungshauptamt | Pleegde op 2 mei 1945 zelfmoord.                                                  |
| Bruno Goedicke           | SS-Stadtkommandant Wenen |                                                                                   |
| Carl von Oberkamp        | SS-Führungshauptamt, Inspekteur In2 u. In6                                                                                  | Op 4 mei 1947 terechtgesteld in Belgrado                                          |
| Anton Vogler             | SS-Stadtkommandant München                                                                                                  |                                                                                   |
| Herbert-Ernst Vahl       | SS-Führungshauptamt, Inspecteur van de SS-Panzertruppe                                                                      | Op 22 juli 1944 omgekomen door een auto-ongeluk                                   |
| Friedrich Tscharmann     | SS-Führungshauptamt |                                                                                   |
| Werner Ballauff          | Commandant van de SS-Junkerschule Braunschweig                                                                              |                                                                                   |
| Wilhelm von Dufais       | Chef van de Telecommunicatie                                                                                                |                                                                                   |
| Karl Herrmann            | HSSPF Adriatische Kust |                                                                                   |
| Christian Peter Kryssing | III. SS-Panzerkorps |                                                                                   |
| Oskar Hock               | Korpsarts van het XIII. SS-Armeekorps                                                                                       |                                                                                   |
| Werner Dörffler-Schuband | SS-Führungshauptamt, Chef van het Amt XI                                                                                    |                                                                                   |
| Bruno Rothardt           | Korpsarts van het II. SS-Panzerkorps                                                                                        |                                                                                   |
| Otto Schottenheim        | Staf van de SS-Oberabschnitt Main (vanaf 9 november 1944), Burgemeester van Regensburg                                      |                                                                                   |
| Fritz Schmedes           | Commandant van de 4. SS-Polizei-Panzergrenadier-Division                                                                    |                                                                                   |
| Heinrich Gärtner         | SS-Führungshauptamt, Chef van het Amt VIII                                                                                  |                                                                                   |
| Walther Neblich          | Commandant van de SS-Kraftfahr-Technische Lehranstalt                                                                       |                                                                                   |
| Gustav Diesterweg        | Commandant van de SS-Waffen-Technische Lehranstalt                                                                          |                                                                                   |
| Ernst Otto Fick          | SS-Hauptamt, Inspecteur W.E.                                                                                                | Omgekomen op 29 april 1945 tijdens gevechten in de buurt van Murnau am Staffelsee |
| Franz Schwarz            | Staf van de SS-Oberabschnitte Süd                                                                                           |                                                                                   |
| Theodor Wisch            | Commandant van de 1. SS-Panzer-Division „Leibstandarte SS Adolf Hitler“                                                     |                                                                                   |
| Jürgen Wagner            | Commandant van de 4. SS-Freiwilligen-Panzergrenadier-Brigade „Nederland“                                                    | Op 5 april 1947 terechtgesteld in Belgrado, Servië                                |
| Fritz Freitag            | Commandant van de 14. Galizische SS-Freiwilligen-Grenadier-Division                                                         | Pleegde op 10 mei 1945 zelfmoord in Graz, Oostenrijk                              |
| Wilhelm Keilhaus         | SS-Führungshauptamt, Chef van de Telecommunicatie en communicatie                                                           |                                                                                   |
| Alfred Karrasch          | Commandant van de SS-Truppenübungsplatz Böhmen                                                                              |                                                                                   |
| Ernst Rode               | Stafchef van de Chef van de Bandenkampfverbände (Erich von dem Bach-Zelewski), Stafchef van de Kommandostab Reichsführer-SS |                                                                                   |
| Franz Augsberger         | 20. Waffen-Grenadier-Division der SS (estnische Nr. 1)                                                                      | Op 19 maart 1945 omgekomen tijdens gevechten in buurt van Prudnik                 |
| Fritz Kraemer            | 6. SS-Panzerarmee Commandant van de 12. SS-Panzer-Division Hitlerjugend                                                     | Veroordeeld tot 10 jaar gevangenisstraf                                           |
| Joachim Ziegler          | Commandant van de 11. SS-Freiwilligen-Panzergrenadier-Division Nordland                                                     | Op 2 mei 1945 omgekomen tijdens gevechten om Slag om Berlijn                      |
| Wilhelm Küper            | Inspecteur-generaal Verpflegungswesen                                                                                       |                                                                                   |
| Christoph Diehm          | SS-Hauptamt |                                                                                   |
| Kurt Meyer               | Commandant van de 12. SS-Panzer-Division Hitlerjugend                                                                       | Ter dood veroordeeld, omgezet in levenslang en na 9 jaren vrijgelaten.            |
| Heinz Harmel             | Commandant van de 10. SS-Panzer-Division Frundsberg                                                                         |                                                                                   |
| Gustav Krukenberg        | Inspecteur der Franse SS-Freiwilligenverbände                                                                               |                                                                                   |
| Hellmuth Becker          | Commandant van de 3. SS-Panzer-Division Totenkopf                                                                           | Op 28 februari 1953 terechtgesteld in Jekaterinenburg, Oblast Sverdlovsk          |
| Otto Kumm                | Commandant van de 7. SS-Freiwilligen-Gebirgs-Division Prinz Eugen, 1. SS-Panzer-Division Leibstandarte-SS Adolf Hitler      |                                                                                   |
| August Schmidhuber       | Commandant van de 21. Waffen-Gebirgs-Division der SS Skanderbeg (albanische Nr. 1)                                          | Op 19 februari 1947 terechtgesteld in Belgrado                                    |
| Kurt Brasack             | IV. SS-Panzerkorps, Artillerie-Kommandeur                                                                                   |                                                                                   |
| August Zehender          | Kommandeur 22. SS-Freiwilligen-Kavallerie-Division                                                                          | Pleegde op 11 februari 1945 zelfmoord in Boedapest                                |
| Joachim Rumohr           | Commandant van de 8. SS-Kavallerie-Division Florian Geyer                                                                   | Pleegde op 11 februari 1945 zelfmoord                                             |
| Desiderius Hampel        | Commandant van de 13. Waffen-Gebirgs-Division der SS Handschar (kroatische Nr. 1)                                           |                                                                                   |
| Gustav Lombard           | Commandant van de 8. SS-Kavallerie-Division Florian Geyer                                                                   | Veroordeeld tot 25 jaar gevangenisstraf                                           |
| Fritz Witt               | Commandant van het 12. SS-Panzer-Division Hitlerjugend                                                                      | Op 14 juni 1944 omgekomen tijdens gevechten                                       |
| Werner Gerlach           | Ererang, Persönlicher Stab Reichsführer-SS                                                                                  |                                                                                   |